# Guelma
Pour les articles homonymes, voir Calama et Malaca.
Guelma (/gwɛl.ma/  (en arabe : قالمة, en berbère : ⴳⴰⵍⵎⴰ,), appelée Malaca dans la période de ses fondateurs, les Numides, puis Calama à l'époque romaine, est une commune d'Algérie de la wilaya éponyme, dont elle est le chef-lieu, située à 60 km au sud-ouest d'Annaba, à 110 km à l'est de Constantine, à 60 km de la mer Méditerranée et à 150 km de la frontière tunisienne.

## Géographie

### Situation
Guelma se situe au cœur d'une grande région agricole à 290 m d'altitude, entourée de montagnes (Maouna, Dbegh, Houara) ce qui lui donne le nom de ville assiette, sa région bénéficie d'une grande fertilité grâce notamment à la Seybouse et d’un grand barrage qui assure un vaste périmètre d'irrigation.
Elle est située à 60 km au sud-ouest d'Annaba, à 110 km à l'est de Constantine, à 60 km de la mer Méditerranée et à 150 km de la frontière tunisienne.
Elle occupe aussi une position géographique stratégique, en sa qualité de carrefour dans la région nord-est de l’Algérie dont dépendent cinq chefs-lieux de wilaya et reliant le littoral des wilayas de Annaba, El Tarf et Skikda, aux régions intérieures telles que les wilayas de Constantine, Oum El Bouagui et Souk Ahras.

### Localisation
| El Fedjoudj | Heliopolis  |          |
| Medjez Amar | Guelma      | Belkheir |
|             | Ben Djerrah | Belkheir |

### Climat
Le Climat est sub-humide ; la pluviométrie est d'environ 450 à 600 mm/an.
| Mois                              | jan. | fév. | mars | avril | mai  | juin | jui. | août | sep. | oct. | nov. | déc. | année |
| --------------------------------- | ---- | ---- | ---- | ----- | ---- | ---- | ---- | ---- | ---- | ---- | ---- | ---- | ----- |
| Température minimale moyenne (°C) | 5,9  | 5,3  | 6,7  | 9,3   | 12,5 | 16,3 | 19,6 | 20,2 | 17,6 | 14,4 | 10   | 7    | 12,1  |
| Température moyenne (°C)          | 10,1 | 10,8 | 12,2 | 15,1  | 18,9 | 23,9 | 27,3 | 27   | 24,4 | 20,4 | 15,2 | 11,4 | 18,1  |
| Température maximale moyenne (°C) | 14,6 | 16,3 | 17,8 | 20,9  | 25,2 | 31,1 | 34,9 | 34   | 31,1 | 26,4 | 20,5 | 15,9 | 24    |
| Précipitations (mm)               | 72,9 | 63,7 | 62,4 | 37,3  | 45,4 | 14,7 | 3,9  | 9,8  | 22,9 | 44,6 | 60,5 | 98,3 | 533,6 |

| Diagramme climatique                                  |             |             |             |              |              |             |           |              |              |            |           |
| J                                                     | F           | M           | A           | M            | J            | J           | A         | S            | O            | N          | D         |
| 14,65,972,9                                           | 16,35,363,7 | 17,86,762,4 | 20,99,337,3 | 25,212,545,4 | 31,116,314,7 | 34,919,63,9 | 3420,29,8 | 31,117,622,9 | 26,414,444,6 | 20,51060,5 | 15,9798,3 |
| Moyennes : • Temp. maxi et mini °C • Précipitation mm |             |             |             |              |              |             |           |              |              |            |           |

## Histoire

### Préhistoire
Les premières traces d'occupation humaine dans la région de Guelma remontent au Paléolithique comme le témoigne les Vestiges de Roknia composée de plus de 3 000 dolmens. La région était habitée et possède une nécropole,  Les découvertes archéologiques dans les environs de Guelma comprennent des outils en pierre taillée, des pointes de flèches, des grattoirs et d'autres artefacts associés à la chasse, la cueillette et la fabrication d'outils. Ces découvertes suggèrent que la région était habitée par des groupes de chasseurs-cueilleurs nomades qui utilisaient des outils en pierre pour chasser, pêcher et collecter des ressources alimentaires.
Au cours du Mésolithique, et du Néolithique,  il y a eu des développements significatifs dans les techniques de fabrication d'outils et dans les modes de vie des populations locales. Les populations ont commencé à domestiquer des animaux, à cultiver des plantes et à ériger des structures permanentes telles que des habitations en argile ou en pierre. Cependant, des recherches plus approfondies sont nécessaires pour comprendre pleinement la transition vers l'agriculture et la sédentarisation dans la région de Guelma.

### De l'époque romaine auVIIesiècle
La ville numide s'appelait Malacca et fut importante sous le règne de Massinissa. Des inscriptions libyques trouvées à Guelma prouvent que la région a été civilisée bien avant l'arrivée des Carthaginois ou des Romains; des mentions latines attestent que Guelma portait déjà le nom de « Calama », bien que ce nom soit probablement d'origine phénicienne. L'histoire de Guelma est riche en évènements, et son territoire est parsemé de sites.

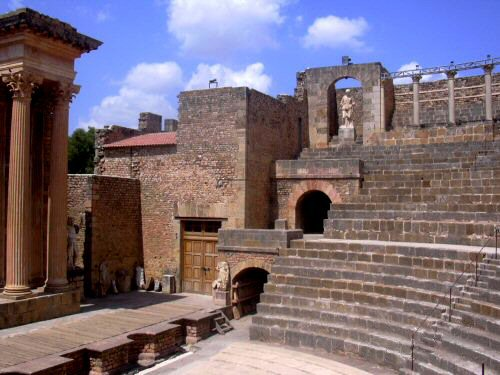
Théâtre romain de Guelma.

Salluste rapporte les récits des combats que Jugurtha y livra en 110 av. J.-C. aux troupes romaines; il bat non loin de la ville de Guelma, précisément lors du siège de Suthul, le propréteur romain Aulus Postumius Albinus. L'antique Calama devint un centre urbain important au cours du Ier siècle de notre ère. Calama est élevée au rang de municipe sous l'empereur Trajan et patronnée par Vibia Aurelia Sabina, dernière fille de Marc Aurèle, et sœur fictive de l'empereur Septime Sévère lorsque ce dernier se proclama fils adoptif de Marc Aurèle (fin du IIe siècle),.
Calama fut avec Sitifis (Sétif) et Hippo-Reggius (Annaba), un des greniers de Rome au cours des IIe et IIIe siècles apr. J.-C., attestant sa prospérité sous la période des Sévères.
Un trésor monétaire de 7499 monnaies de bronze, essentiellement des sesterces est mis au jour en 1953 lors de travaux de terrassement. Cet échantilon de monnaies de bronze important par son nombre et la période associée, (première moitié du IIIe siècle) est étudié par Robert Turcan qui date son enfouissement des années 257-258. Robert Turcan l'interpréte comme la thésaurisation d'un modeste paysan, et son  enfouissement serait dû à la menace des raids berbères qui menacent la région de Guelma entree 253 et 259.
Au cours de l'époque chrétienne (IVe et Ve siècles), Calama a eu comme évêque Possidius qui était aussi biographe d'Augustin d'Hippone et appartenait à la province ecclésiastique de Numidie. D’ailleurs Augustin d'Hippone et Donatus évoquent la prospérité de cette ville. Dès l'invasion des Vandales qui détruisit la ville, Possidius alla se réfugier à Hippo-Reggius et Calama tomba au pouvoir de Genséric.
Après la reconquête de l'Afrique du Nord par les Byzantins, Solomon , gouverneur nommé par  Justinien, y fit construire une forteresse entre 539 et 544. La ville de Calama était un centre administratif et militaire important de la province byzantine d'Afrique. Les Byzantins ont maintenu le contrôle de la région pendant plusieurs siècles, jusqu'à l'arrivée des Arabes au VIIe siècle.

### Moyen âge islamique
Au VIIe siècle, la région de Guelma a été conquise par les armées arabes musulmanes, conduisant à l'islamisation de la population locale et à l'introduction de la culture arabe et de la religion musulmane dans la région. Sous la domination arabe, Guelma est devenue une partie de l'empire musulman en expansion et a été intégrée dans le califat omeyyade puis abbasside.  Calama est appelée désormais « Guelma ». Selon Ibn Khaldoun, des tribus arabes, en particulier les Banu Hilal, s'étaient déjà installées au cours du IXe siècle dans cette région attractive.
Pendant la période médiévale, Guelma et ses environs ont été gouvernés par diverses dynasties musulmanes, notamment les dynasties aghlabides, fatimides, zirides et hammadides. Ces dynasties ont apporté des périodes de prospérité et de stabilité, ainsi que des avancées dans les domaines de l'agriculture, de l'architecture, de l'art et de la culture. La ville de Guelma a continué à jouer un rôle économique et stratégique important en tant que centre commercial et carrefour culturel dans la région.
La période médiévale a également vu l'émergence et le développement de la culture berbère dans la région de Guelma, ainsi que l'influence croissante de la culture arabe et de la religion musulmane. Des mosquées, des madrasas (écoles religieuses), des palais et des monuments ont été construits dans la ville et ses environs, témoignant de l'importance de Guelma en tant que centre politique, religieux et culturel.

### La renaissance sous le royaume d’Alger et la domination ottomane
Au XVIe siècle, la région de Guelma passe sous la domination de l'Empire ottoman. Les Ottomans ont étendu leur contrôle sur le territoire algérien, y compris Guelma, en intégrant la région dans le système administratif ottoman. Sous la domination ottomane, Guelma a continué à être un centre administratif et économique important de la région, Guelma faisait partie du  Royaume d'Alger, qui était une entité autonome au sein de l'Empire ottoman, Guelma était soumise à l'autorité du dey d'Alger.  
Guelma était un centre commercial important pendant la période ottomane, en raison de sa position stratégique sur les routes commerciales reliant l'intérieur des terres à la côte méditerranéenne. La ville était un carrefour pour le commerce des produits agricoles, des textiles, des métaux et d'autres marchandises entre l'Algérie intérieure et les marchés méditerranéens. 

### Époque française: 1834 à 1962

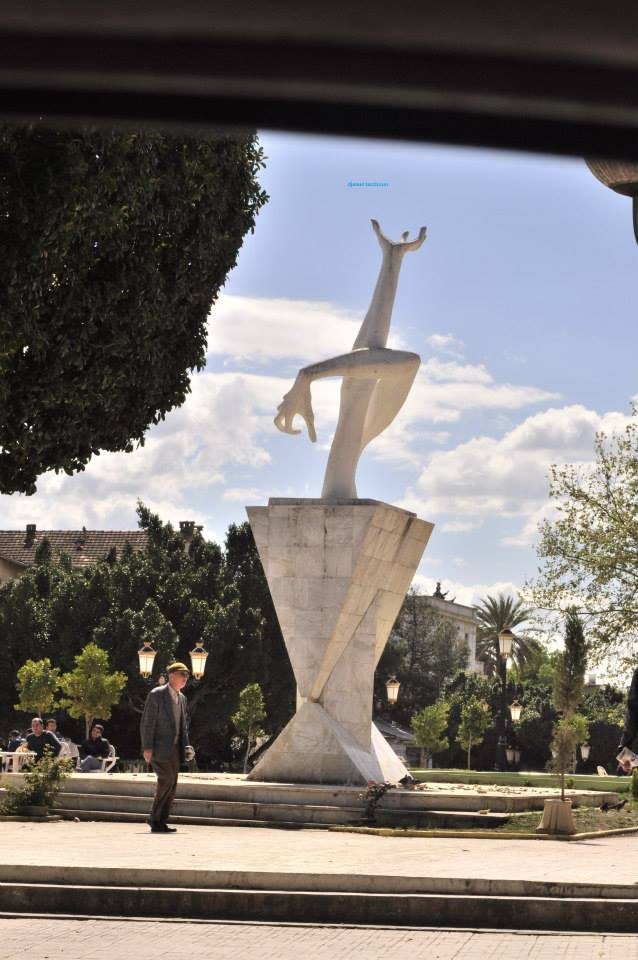
Place du 8 Mai 1945.

Guelma est conquise en 1834 par les Français. Le maréchal Bertrand Clauzel, frappé par l'importance stratégique du site, y établit un camp permanent en 1836. C'est l'origine de la ville actuelle qui, dès lors, accueillit plusieurs générations de colons et de pieds-noirs.
La résistance guelmoise face à l'empire colonial français finit par payer le prix fort : le  8 mai 1945, le sous-préfet Achiary fait tirer sur la manifestation nationaliste fêtant la victoire contre le nazisme. Suit une répression menée par un bataillon d'infanterie amené de Sidi-Bel-Abbès et surtout par une milice armée par le sous-préfet André Achiary (proche de La Main Rouge) : massacres du 8 mai 1945 à Guelma, Sétif , Héliopolis et à Kherrata.
Un colloque international sur cette tragédie se tient chaque année à l'Université du 8 mai 1945 .

### Époque de l'Algérie indépendante
Guelma est une ville universitaire depuis 1986 avec l'université du 8 mai 1945.

## Démographie
| 1884  | 1897  | 1936   | 1948   | 1954   | 1966   | 1977   | 1987   | 1998    |
| ----- | ----- | ------ | ------ | ------ | ------ | ------ | ------ | ------- |
| 6 056 | 8 514 | 15 700 | 18 400 | 21 600 | 39 786 | 56 100 | 77 821 | 108 682 |

| 2008    | 2012    | 2015    | - | - | - | - | - | - |
| ------- | ------- | ------- | - | - | - | - | - | - |
| 120 847 | 157 334 | 187 000 | - | - | - | - | - | - |

## Économie

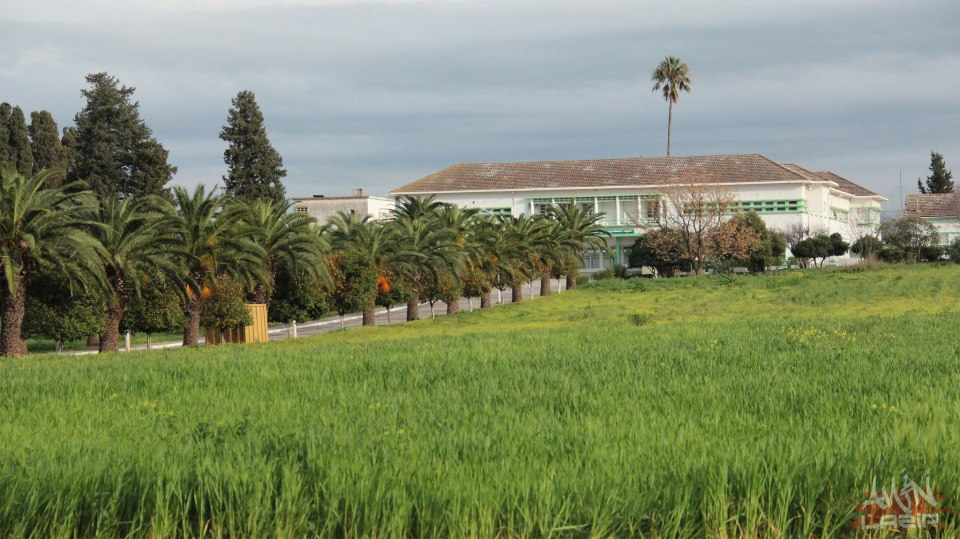
La ferme école.

### Industrie
La wilaya compte un tissu industriel compose entre autres des entreprises suivante:
- CYCMA : Complexe de fabrication cycles et cyclomoteurs;
- Société de raffinerie de sucre SPA SORASUCRE;
- Unité de céramique et vaisselle (ETER- ex ECVE) La plus grande capacité de production en Algérie;
- Groupe Benamor : semoulerie et pâtes alimentaires, Conserverie Amor Benamor (CAB) pour la tomate et la harissa;
- La laiterie Amor Mohamedatni;
- La laiterie Belabidi;
- Les moulins Belabidi farine;
- La conserverie Belabidi tomate et harissa;
- Une unité de fabrication de sac en plastique Belabidi;
- La SARL Boukabou : Production de boissons gazeuses et minérales;
- La SARL Fendjel : Production de boissons gazeuses et minérales;
- Des unités de fabrication automatique de parpaing;
- Des unités de fabrication de carreaux (carrelage);
- Des petites unités de fabrication diverses;
- Des carrières pour l'extraction des agrégats (gravier et sable).

### Tourisme

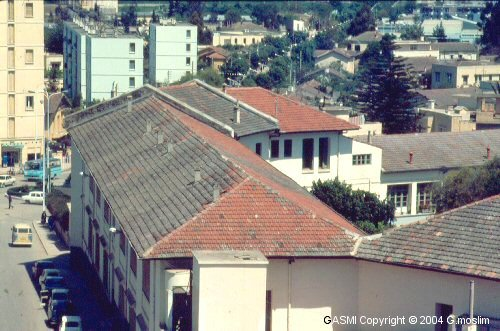
Vue générale sur la ville de Guelma, École fondamentale Mohamed Abdou au premier plan, Place 19-Mars.

La région de Guelma dispose d’un parc hôtelier constitué d’hôtels et de complexes thermaux pour l’accueil de curistes.

#### Sources thermales
- Ain Chedakha
- Ain Ben Nadji
- Ain Echffa
- Hammam debagh (appelé aussi Hammam Meskhoutine, Hammam Marhoumin ou encore Hammam Chellala) la deuxième eau la plus chaude au monde (92°)
- Hammam Ouled Ali
- Hammam N’bails
- Hammam Belhachani, Aïn Larbi

## Patrimoine architectural et environnemental

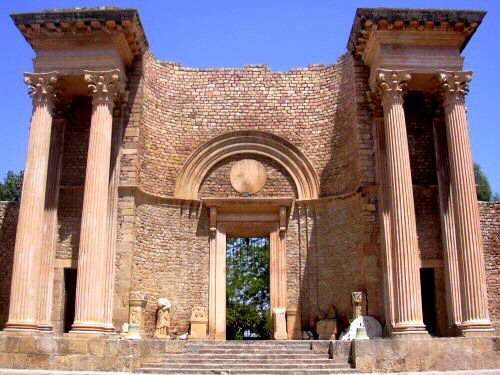
Façade du théâtre romain de Guelma.

- Théâtre romain de Guelma (4 500 places)
- Piscine romaine à Hammam Bradaa, Héliopolis
- Vestiges antiques de Thibilis (Sellaoua Announa)
- Nécropole de Dolmens et grottes funéraires de Roknia
- Grande Cascade de Hammam Chellala (hammam Dbegh)
- Plateaux des cônes à Houari Boumédiène
- Lac souterrain à Bir Osmane, (Hammam Debagh)
- Grotte de djebel Taya à Bouhamdane
- Stations climatiques de montagne, site naturels, forêts de chênes, sources minérales à Maouna
- Forêt récréative de Béni Salah, à Bouchegouf
- Ghar e'Said (grotte du lion)
- Ghar el'Djemaa (grotte de l'équipe ou du groupe)

Des ruines romaines sont fréquemment découvertes:
- En 2012, des morceaux de pierres tombales, avec des objets funéraires en argile et en bronze et des restes de lampes à huile,
- En 2015, une nécropole près de Guelaât Bousbaâ[8]

## Vie quotidienne à Guelma

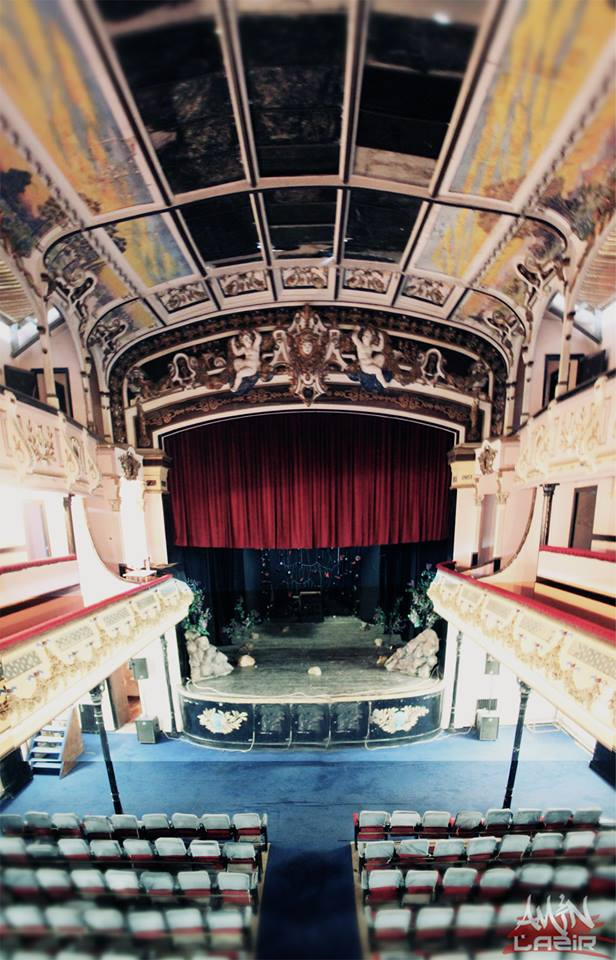
Théâtre municipal.

### Théâtre
Le théâtre municipal Mahmoud Triki fait partie du paysage architectural de la ville de Guelma.

### Sport

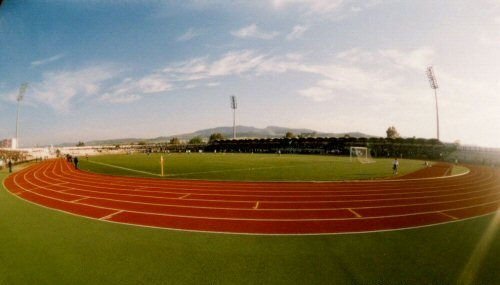
Stade Souidani Boudjemaa.

La ville compte  plusieurs clubs sportifs de football :
- L'Espérance Sportive de Guelma - ESG (fondé en 1924) [9]
- Le Football Olympique de Guelma - FOG (fondé 1947)
- Le Ettardji Sarri Madinet Guelma - ESMG (fondé le 8 septembre 1977).

## Personnalités liées à Guelma
- Bettina Heinen-Ayech (1937- 2020), artiste peintre allemande, installée à Guelma depuis février 1963. Nombreuses expositions nationales et internationales. Nombreuses publications. La salle d´exposition du palais de la culture de Guelma porte son nom ;
- Erwin Bowien (1899-1972), artiste peintre allemand. Effectue entre 1963 et 1971 de nombreux séjours à Guelma. Créations de nombreuses toiles dans la région de Guelma ;
- Ahmed Achouri, poète algérien
- Slimane Benaïssa (1943-), dramaturge, homme de théâtre
- Abdelmadjide El-Chafai (1933-1973), pédagogue, homme de lettres et de théâtre. La Maison de culture de Guelma porte son nom
- Marcel Fiorini (1922-2008), peintre et graveur ;
- Salah Guemriche, écrivain ;
- Charles-Michel Marle (1934-), mathématicien français, né à la « ferme Saint-Joseph »[10]
- Possidius de Calama, disciple de saint Augustin (Ve siècle) ;
- Nouaouria Abdallah (1929-1998), membre du mouvement national, officier de l’ALN, Directeur de l'École des cadets (de Annaba, puis Guelma), membre du CC du FLN, SG de l’Organisation nationale des anciens moudjahidines, député et vice-président de l’APN pendant trois mandats ;
- Boumaza Abdelghani, colonel de l’armée de l’air, ancien attaché de l’air à l’ambassade d’Algérie en Afrique du Sud ;
- Merabet Ali, général d'aviation, pilote, ancien directeur de l'École supérieure de l'aviation
- Abdallah Baali (1954-), diplomate ;
- Mohamed Esseghir Babes, ancien ministre de la Santé, président du conseil national économique et social (CNES) depuis 2005 ;
- Amar Belani (1953-), diplomate, actuel Secrétaire Général du Ministère des Affaires étrangères et la Communauté à l'Étranger ;
- Houari Boumédiène, militaire et homme d'état algérien, né le 23 août 1932 à Houari Boumédiène (Guelma) ;
- Saddek Boussena, ancien ministre de l'Énergie, ancien président de l'OPEP ;
- Abdelhamid Zerguine, PDG de Sonatrach 2011-2014
- Abdallah Fadel, né en 1930 à Guelma et mort le 10 novembre 2005 à Djasr Kasentina, homme politique algérien, ancien wali ;
- Abdelaziz Lahiouel, ambassadeur d'Algérie en Tanzanie (1997-2001) et en Pologne (2005-2009), directeur des Affaires Politiques Internationales (2001-2005) au ministère des Affaires étrangères ;
- Abdelaziz Rahabi, ambassadeur d'Algérie au Mexique et en Amérique Centrale (1991-1994), puis en Espagne(1994-1998), ministre de la Culture et de la Communication, porte-parole du gouvernement (1998-1999) ;
- Yazid Sabeg (1950-), président du conseil d'administration de la SSII CS Communication et systèmes et membre de celui de l'Institut de relations internationales et stratégiques. Nommé par Nicolas Sarkozy Commissaire à la diversité et à l'égalité des chances le 17 décembre 2008 ;
- Boudjemaa Souidani, né le 22 janvier 1922 à Guelma et mort le 16 avril 1956 près de Koléa, responsable politique et résistant algérien durant la Guerre de libération nationale.
- Bilal Moumen (1990-), footballeur algérien.

## Administration et politique
| Période | Période | Identité      | Étiquette | Qualité |
| ------- | ------- | ------------- | --------- | ------- |
| 2007    | 2012    | Rachid Allami | FLN       | P/APC   |